# Periclimenes parvispinatus
Periclimenes parvispinatus är en kräftdjursart som beskrevs av Bruce 1990. Periclimenes parvispinatus ingår i släktet Periclimenes och familjen Palaemonidae. Inga underarter finns listade i Catalogue of Life.